# Vauriella albigularis
Vauriella albigularis (лат.) — вид воробьиных птиц из семейства мухоловковых. Ранее, до проведенного в 2010 году исследования, вид помещали в род Rhinomyias. Эндемик Филиппин.

## Описание
Длина тела 16,5—17 см. Окраска коричневая (голова и лицо — оливкового оттенка), но горло белое.

## Биология
О диете мало что известно, но в нее входят мелкие беспозвоночные. Пищу ищут на нижнем уровне леса и в подлеске. Гнездо чашеобразное, из мха, растительных волокон и корней. Обитают в равнинных и горных тропических лесах.
МСОП присвоил таксону охранный статус «Вымирающие виды» (VU).